# Paranagia mediogriseata
Paranagia mediogriseata är en fjärilsart som beskrevs av Bethune-Baker 1906. Paranagia mediogriseata ingår i släktet Paranagia och familjen nattflyn. Inga underarter finns listade i Catalogue of Life.